# Idaea demandataria
Idaea demandataria är en fjärilsart som beskrevs av Eugen Johann Christoph Esper 1797. Idaea demandataria ingår i släktet Idaea och familjen mätare. Inga underarter finns listade i Catalogue of Life.